# 革命共产党 (英国2024年)
革命共产党（英語：Revolutionary Communist Party，缩写为RCP）是英国的一个托洛茨基主义政党，为革命共产国际的英国支部。1992年，社会主义呼吁作为工党的政治派系成立，由战斗倾向中主张继续留在工党的一派形成。社会主义呼吁曾在英国的大部分地区参与工党的活动。2021年7月，工党全国执行委员会决定禁止社会主义呼吁在党内的活动，并将其成员开除出党。2024年5月6日，改组为革命共产党。该党出版同名月刊《社会主义呼吁》。该党认为他们的政策来源于马克思、恩格斯、列宁和托洛茨基的思想。在苏格兰，它自2014年起支持苏格兰社会党。